# 台湾角川ライトノベル&イラスト大賞
台湾角川ライトノベル&イラスト大賞（たいわんかどかわ ライトノベル アンド イラスト たいしょう）は、日本の出版社・KADOKAWAの台湾現地法人・台湾国際角川書店が主催するライトノベルの新人賞。2008年に募集が始まった。2011年、角川中国語ライトノベル&イラスト大賞（角川華文輕小說暨插畫大賞）に改名した。

## 概要
ライトノベル大賞（軽小説大賞）とイラスト大賞（挿画大賞）の2つの部門に分かれている。
ライトノベル大賞は、未発表の創作長編小説を募集している。字数は6万〜12万字（第1回は5万〜12万字）。台湾内外からの華人の投稿を受け付けるが、文字は繁体字に限っている。金賞・銀賞を各1名、銅賞を数名選出する。賞金は金賞が30万台幣（約90万円）、銀賞が10万台幣（約30万円）、銅賞が5万台幣（約15万円）。出版が確約されているのは金賞受賞作品のみである。
イラスト大賞の参加者は、自由テーマのイラストを3枚（カラー1枚、モノクロ2枚）、台湾角川から出版されたライトノベル1作品のイラストを3枚（カラー1枚、モノクロ2枚）、計6枚のイラストを応募する。金賞・銀賞が各1名、銅賞が数名選出される。賞金は金賞が10万台幣（約30万円）、銀賞が3万台幣（約9万円）、銅賞が1万台幣（約3万円）である。

## ライトノベル大賞受賞作
第1回（2009年）
- 金賞
  - 『罌籠葬』久遠（23歳、女性） - 『罌籠葬』（全1巻）2009年6月13日発売 イラスト:Izumi ISBN 9789862371381
    - 日本語版タイトルは『華葬伝 〜Flower Requiem〜』、2011年1月1日角川ビーンズ文庫より発売。
- 銀賞
  - 『馬桶上的阿拉丁』風聆[1]（35歳、男性） - 『トイレ上のアラジン1』2009年6月13日発売 イラスト：kurudaz ISBN 9789862371282
- 銅賞
  - 『魔法藥販局』喬寶（23歳、女性、香港） - 『魔法薬販局01』2009年6月13日発売 イラスト:竹官@CIMIX ISBN 9789862371398
  - 『妖精鄉』常闇（22歳、男性） - 『妖精郷 滅世の黄昏』2009年6月13日発売 イラスト：opiu ISBN 9789862371299

第2回（2010年）
- 金賞
  - 『浩瀚之錫』逸清 （男性）  - 『浩瀚の錫01』2010年7月16日発売 イラスト:ky ISBN 9789862377246
- 銀賞
  - 『真理的倒相』余卓軒（男性）   - 『真理の倒相』2010年7月16日発売  イラスト:VOFAN ISBN 9789862377253
- 銅賞
  - 『百無禁忌』林綠（女性、ペンネーム「明朝」改め）    - 『百無禁忌』2010年7月16日発売  イラスト:竹官＠CIMIX ISBN 9789862377260
  - 『鳳神醫』華澪（女性）   - 『鳳神医』2010年7月16日発売 イラスト:Chiya ISBN 9789862377277

第3回（2011年）
- 金賞
  - 該当作なし
- 銀賞
  - 『怙惡之眼』吐維（女性）  - 『怙惡之眼』 2011年7月29日発売  イラスト:Neyti、箱入貓姬 ISBN  9789862872819
  - 『謝謝你!壞運』B.L.（男性）  - 『ありがとう!バッドラック』 2011年7月15日発売  イラスト:REI ISBN  9789862872833
- 銅賞
  - 『字之魂』夜透紫（女性、香港）  - 『漢字の魂』 2011年7月15日発売 イラスト:ky ISBN  9789862872802
  - 『移動大師 第一回：威廉‧普瑞茲-記者手提袋尋回事件』甚音（男性）  - 『移動大師』  2011年7月29日発売  イラスト:BEEK ISBN  9789862872826
  - 『Blue Meteor ★ Wa』值言（女性、ペンネーム「絕對值」改め）  - 『Blue Meteor★War 戦う!パンマン』  2011年7月15日発売  イラスト:Riv ISBN  9789862872796

## イラスト大賞受賞者
第1回（2009年）
- 金賞 - 竹官@CIMIX （28歳、男性、香港）
  - 自由テーマ：幽‧霊幻術師、ライトノベルイラスト：灼眼のシャナ
- 銀賞 - 涼次 （24歳、女性）
  - 自由テーマ：断面、ライトノベルイラスト：彩雲国物語
- 銅賞
  - kurudaz（25歳、男性） - 自由テーマ：古街、ライトノベルイラスト：七姫物語
  - Izumi（19歳、女性） - 自由テーマ：Night Punishment、ライトノベルイラスト：薔薇のマリア

第2回（2010年）
- 金賞 - 該当作なし
- 銀賞 - 店木 （女性、香港）
  - 自由テーマ：異世採藥行、ライトノベルイラスト：まるマシリーズ
- 銅賞
  - 陳彩瑜（16歳、女性） - 自由テーマ：破瓶街、ライトノベルイラスト：ミミズクと夜の王
  - 蒐盡奇峰（男性） - 自由テーマ：神來飯店、ライトノベルイラスト：涼宮ハルヒシリーズ

第3回（2011年）
- 金賞 - 該当作なし
- 銀賞 - 李昀 （女性、中國）
  - 自由テーマ：女媧十腸與武神羅、ライトノベルイラスト：我が家のお稲荷さま。
- 銅賞
  - 時草（女性） - 自由テーマ：殺人鬼少女與扮神少年、ライトノベルイラスト：キノの旅
  - 拉麵（男性、中國） - 自由テーマ：空想暴亂、ライトノベルイラスト：とある魔術の禁書目録
  - 克隆（女性） - 自由テーマ：Earth Inside、ライトノベルイラスト：浩瀚之錫